# Hilbert-Symbol
Das Hilbert-Symbol (nach David Hilbert) ist eine Kurzschreibweise, die in der algebraischen Zahlentheorie verwendet wird. Für einen lokalen Körper  {\displaystyle K} mit der  multiplikativen Gruppe {\displaystyle K^{*}} ist es definiert als die folgende Abbildung:
{\displaystyle {\begin{aligned}K^{*}\times K^{*}&\rightarrow \{-1,1\}\\(a,b)&\mapsto {\begin{cases}1,&{\text{falls}}\ z^{2}=ax^{2}+by^{2}\ {\text{eine nicht}}{\mbox{-}}{\text{triviale Lsg.}}\ (x,y,z)\in K^{3}\ {\text{besitzt}};\\-1,&{\text{sonst}}\end{cases}}\end{aligned}}}
Hierbei heißt eine Lösung trivial, wenn {\displaystyle x=y=z=0} gilt.

## Eigenschaften
- Ein Element {\displaystyle a} in {\displaystyle K^{*}} ist ein Quadrat genau dann, wenn {\displaystyle (a,b)=1} für alle {\displaystyle b\in K^{*}} gilt.
- Für alle {\displaystyle a,b} in {\displaystyle K^{*}} gilt: {\displaystyle (a,b)=(b,a)}.
- Für alle {\displaystyle a,b_{1},b_{2}} in  {\displaystyle K^{*}} gilt: {\displaystyle (a,b_{1}b_{2})=(a,b_{1})(a,b_{2})}.
- Für alle {\displaystyle a} in {\displaystyle K^{*}} mit {\displaystyle a\neq 1} gilt {\displaystyle (a,1-a)=1}.